# Internationales Hochsprung-Meeting Eberstadt 2010
32. Internationales Hochsprung-Meeting Eberstadt – mityng lekkoatletyczny, który odbył się 28 i 29 sierpnia 2010 w Eberstadt.

## Rezultaty
| Konkurencja:        | 1. miejsce       | Rezultat | 2. miejsce         | Rezultat | 3. miejsce                | Rezultat |
| Skok wzwyż mężczyzn | Raúl Spank       | 2,30     | Aleksiej Dmitrik   | 2,30     | Iwan Uchow Jesse Williams | 2,27     |
| Skok wzwyż kobiet   | Ariane Friedrich | 2,00     | Swietłana Szkolina | 1,97     | Irina Gordiejewa          | 1,94     |

Zwycięstwo Friedrich było pierwszym zwycięstwem Niemki w historii tych zawodów.